# Сан-Мартинью-де-Санде
Сан-Мартинью-де-Санде (порт. São Martinho de Sande) — район (фрегезия) в Португалии, входит в округ Брага. Является составной частью муниципалитета Гимарайнш. Находится в составе крупной городской агломерации Большое Минью. По старому административному делению входил в провинцию Минью. Входит в экономико-статистический субрегион Аве, который входит в Северный регион. Население составляет 2880 человек на 2001 год. Занимает площадь 3,42 км².
Покровителем района считается Мартин Турский (порт. São Martinho).